# Michael Krumm
Michael Krumm (ur. 19 marca 1970 roku w Reutlingen) – niemiecki kierowca wyścigowy.

## Kariera
Krumm rozpoczął karierę w międzynarodowych wyścigach samochodowych w 1988 roku od startów w Niemieckiej Formule Ford 1600, gdzie odniósł jedno zwycięstwo. Z dorobkiem 125 punktów uplasował się na piątej pozycji w końcowej klasyfikacji kierowców. W późniejszych latach Niemiec pojawiał się także w stawce Niemieckiej Formuły 3, Formuły Opel Lotus Euroseries, Formuły Opel Lotus Nations Cup, Niemieckiej Formuły Opel Lotus, Grand Prix Monako Formuły 3, Grand Prix Makau, Masters of Formula 3, Włoskiej Formuły 3, Japanese Touring Car Championship, Japońskiej Formuły 3, Japońskiej Formuły 3000, All-Japan GT Championship, Formuły Nippon, German Supertouring Championship, 24-godzinnego wyścigu Le Mans, Japan GT Festival in Malaysia, CART FedEx Championship Series, JGTC All-Star USA 200, Le Mans Endurance Series, Super GT, American Le Mans Series, FIA GT Championship, Le Mans Series, FIA GT1 World Championship, 24h Nürburgring, 24H Dubai oraz FIA World Endurance Championship.

## Wyniki w 24h Le Mans
| Rok  | Zespół                 | Partnerzy                          | Samochód             | Klasa  | Okr. | Poz. | Klasa Pos. |
| ---- | ---------------------- | ---------------------------------- | -------------------- | ------ | ---- | ---- | ---------- |
| 1998 | Nissan Motorsports TWR | John Nielsen Franck Lagorce        | Nissan R390 GT1      | GT1    | 342  | 5    | 5          |
| 1999 | Nissan Motorsports     | Satoshi Motoyama Érik Comas        | Nissan R391          | LMP    | 110  | NU   | NU         |
| 2002 | Audi Sport Team Joest  | Marco Werner Philipp Peter         | Audi R8              | LMP900 | 372  | 3    | 3          |
| 2005 | Rollcentre Racing      | Bobby Verdon-Roe Harold Primat     | Dallara SP1-Nissan   | LMP1   | 133  | NU   | NU         |
| 2012 | Highcroft Racing       | Marino Franchitti Satoshi Motoyama | DeltaWing-Nissan     | UNC    | 75   | NU   | NU         |
| 2013 | Greaves Motorsport     | Jann Mardenborough Lucas Ordóñez   | Zytek Z11SN - Nissan | LMP2   | 327  | 9    | 3          |